# Mexicaanse korsthagedis
De Mexicaanse korsthagedis (Heloderma horridum) is een middelgrote hagedis uit de familie korsthagedissen (Helodermatidae).
Deze hagedis is giftig en lijkt op de enige andere soort in het geslacht, H. suspectum, het gilamonster. De verschillen zijn een wat zuidelijker verspreidingsgebied en een gelige in plaats van een rode vlektekening, hoewel dat laatste niet altijd opgaat.

## Naam en indeling
De wetenschappelijke naam van de soort werd voor het eerst voorgesteld door Arend Friedrich August Wiegmann in 1829. Oorspronkelijk werd de naam Trachyderma horridum gebruikt.

## Ondersoorten
Er worden vier ondersoorten erkend, welke onderstaand zijn weergegeven met de auteur en het verspreidingsgebied. De ondersoort Heloderma horridum horridum is de algemeenste en bekendste: deze soort wordt in dierentuinen en soms bij particulieren gehouden.
| Naam                              | Auteur                          | Verspreidingsgebied                       |
| --------------------------------- | ------------------------------- | ----------------------------------------- |
| Heloderma horridum alvarezi       | Bogert & Martín del Campo, 1956 | Mexico (Oaxaca), noordwestelijk Guatemala |
| Heloderma horridum charlesbogerti | Campbell & Vannini, 1988        | Guatemala                                 |
| Heloderma horridum exasperatum    | Bogert & Martín del Campo, 1956 | Mexico (Sonora, Chihuahua, Sinaloa)       |
| Heloderma horridum horridum       | Wiegmann, 1829                  | De rest van het verspreidingsgebied.      |

## Uiterlijke kenmerken

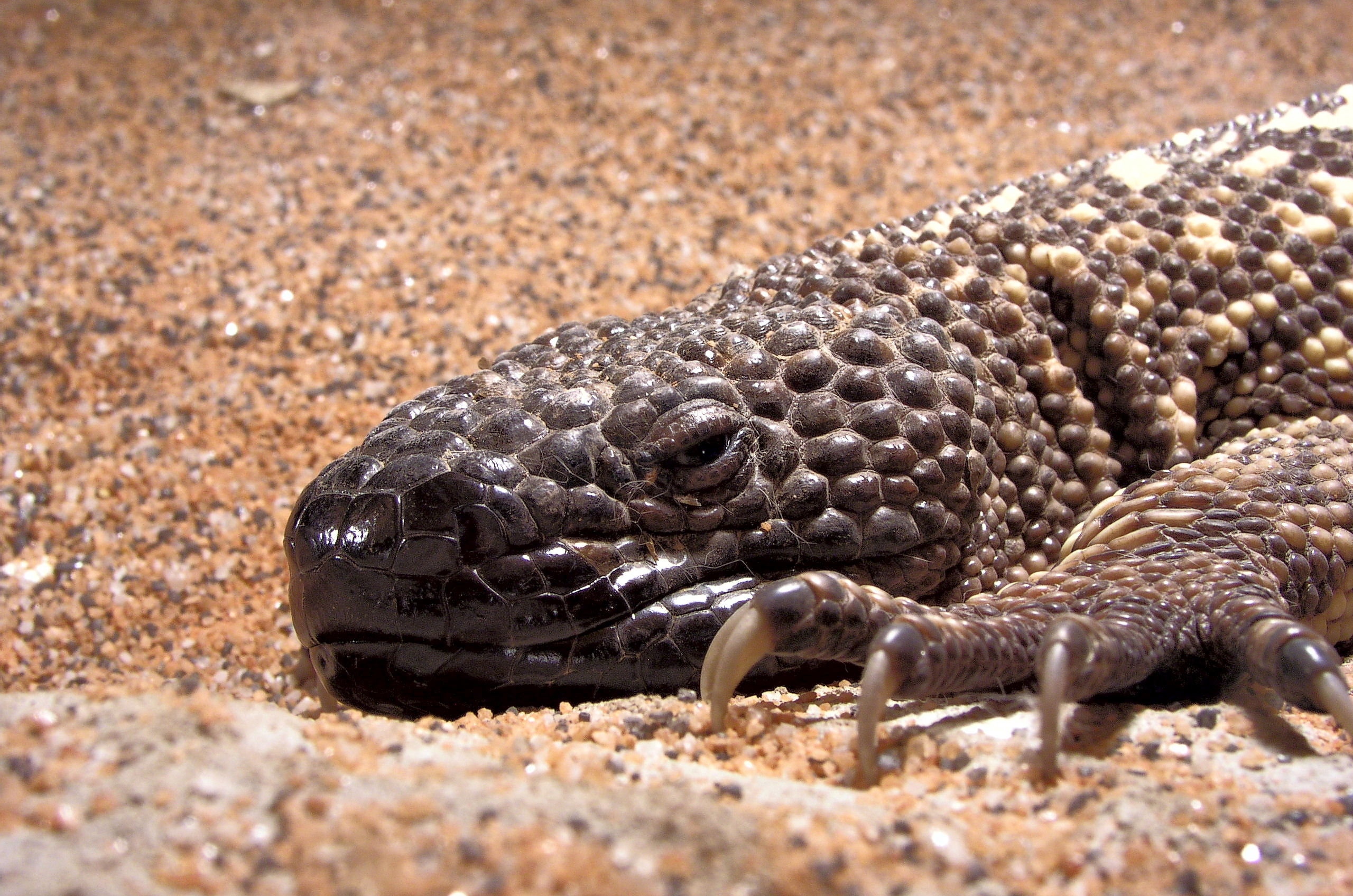
Kop en voorpoten.

De Mexicaanse korsthagedis wordt ongeveer een halve meter lang, maximaal 89 centimeter inclusief de relatief korte en dikke staart. De huidskleur is zwart met gele tot roze vlekken, deze vlekken zijn helder bij jonge exemplaren en worden vager naarmate de dieren ouder worden. De huid heeft vele kleine, wrat-achtige insluitingen of osteodermen die het dier beschermen tegen vijanden. De mannetjes zijn van de vrouwtjes te onderscheiden door een langere nek en een bredere kop.

## Levenswijze
De Mexicaanse korsthagedis voedt zich voornamelijk met eieren en jonge dieren, zoals muizen en konijnen, echter ook reptielen, vogels en grote insecten worden gegrepen. De hagedis ligt een groot deel van zijn leven ingegraven in zijn hol en gaat af en toe op jacht naar voedsel, dit gebeurt altijd 's ochtend vroeg of in de avond als het niet te heet is. De Mexicaanse korsthagedis is giftig, het gif is voor de mens meestal niet dodelijk. Het grootste probleem is vaak dat de hagedis niet meer los wil laten en de kaken gebroken moeten worden. Een legsel bestaat meestal uit vier tot tien langwerpige eieren, die worden afgezet in een hol onder de grond.

## Verspreiding en habitat
De Mexicaanse korsthagedis leeft in het noordwesten tot zuidwesten van Mexico en in Guatemala. De habitat bestaat uit halfwoestijnen, graslanden en ook wel bossen.

### Beschermingsstatus
Door de internationale natuurbeschermingsorganisatie IUCN is de beschermingsstatus 'veilig' toegewezen (Least Concern of LC).